# Umm Al Quwain
Umm Al Quwain (tiếng Ả Rập: أمّ القيوين Umm al-Quwwayn) là một trong bảy tiểu vương quốc của Các Tiểu vương quốc Ả Rập Thống nhất, nằm ở phía bắc của quốc gia. Tiểu vương quốc có 62.000 cư dân vào năm 2003, là tiểu vương quốc ít cư dân nhất của liên bang, với diện tích 750 km².
Năm 1775, Sheikh Majid Al Mualla thành lập một tù trưởng quốc độc lập tại Umm Al Quwain. Ngày 8 tháng 1 năm 1820, Sheikh Abdullah I ký kết Hiệp ước Hàng hải chung với Anh Quốc, chấp nhận sự bảo hộ của Anh Quốc để tránh xa khỏi Đế quốc Ottoman. Ngày 2 tháng 12 năm 1971, Sheikh Ahmad II ký kết với các lân bang Abu Dhabi, Dubai, Sharjah, Ajman và Fujairah hiệp ước thành lập UAE.
Từ tháng 11 đến tháng 3, nhiệt độ trung bình của tiểu vương quốc là 26 °C vào ban ngày và 15 °C vào ban đêm, song có thể lên trên 40 °C  vào lúc đỉnh cao trong mùa hè. Lượng mưa rất thấp với chỉ 42 mm mỗi năm.